# Kalmar
Kalmar je město v jihovýchodním Švédsku ležící na pobřeží Baltského moře, hlavní město stejnojmenného kraje Kalmar. Podle údajů z roku 2017 zde žilo přibližně 39 000 obyvatel. Blízký ostrov Öland je propojen s Kalmarem pomocí mostu Ölandsbron.
Město má velmi bohatou historii a v období mezi 13. a 17. stoletím patřilo mezi nejdůležitější města ve Švédsku. Právě zde byla ustanovena tzv. Kalmarská unie. Po podepsání Roskildského míru v roce 1658 se význam města zmenšil.

## Památky
- Dóm – raně barokní stavba, architekt Nikodém Tessin
- Zámek s pevností na ostrově Kvarnholmen
- Radnice
- Linného univerzita – původně Námořní škola
- Tripp, Trapp, Trull – dřevěné domky ve starém městě
- Kronan – vrak královské bitevní lodi
- Regionální muzeum

## Osobnosti města
- Carl Boberg (1859 – 1940), básník, žurnalista, politik a laický kazatel

## Fotogalerie

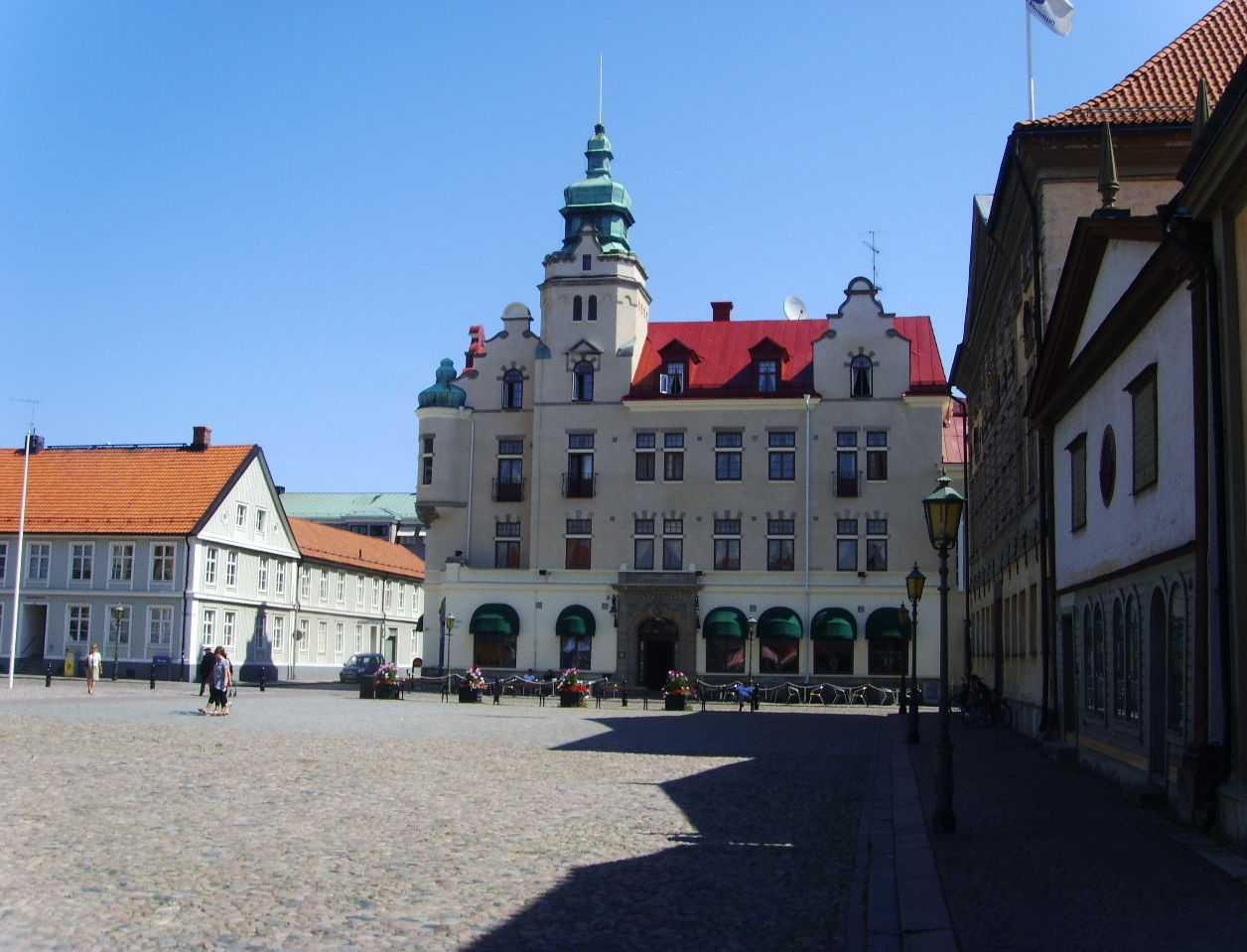
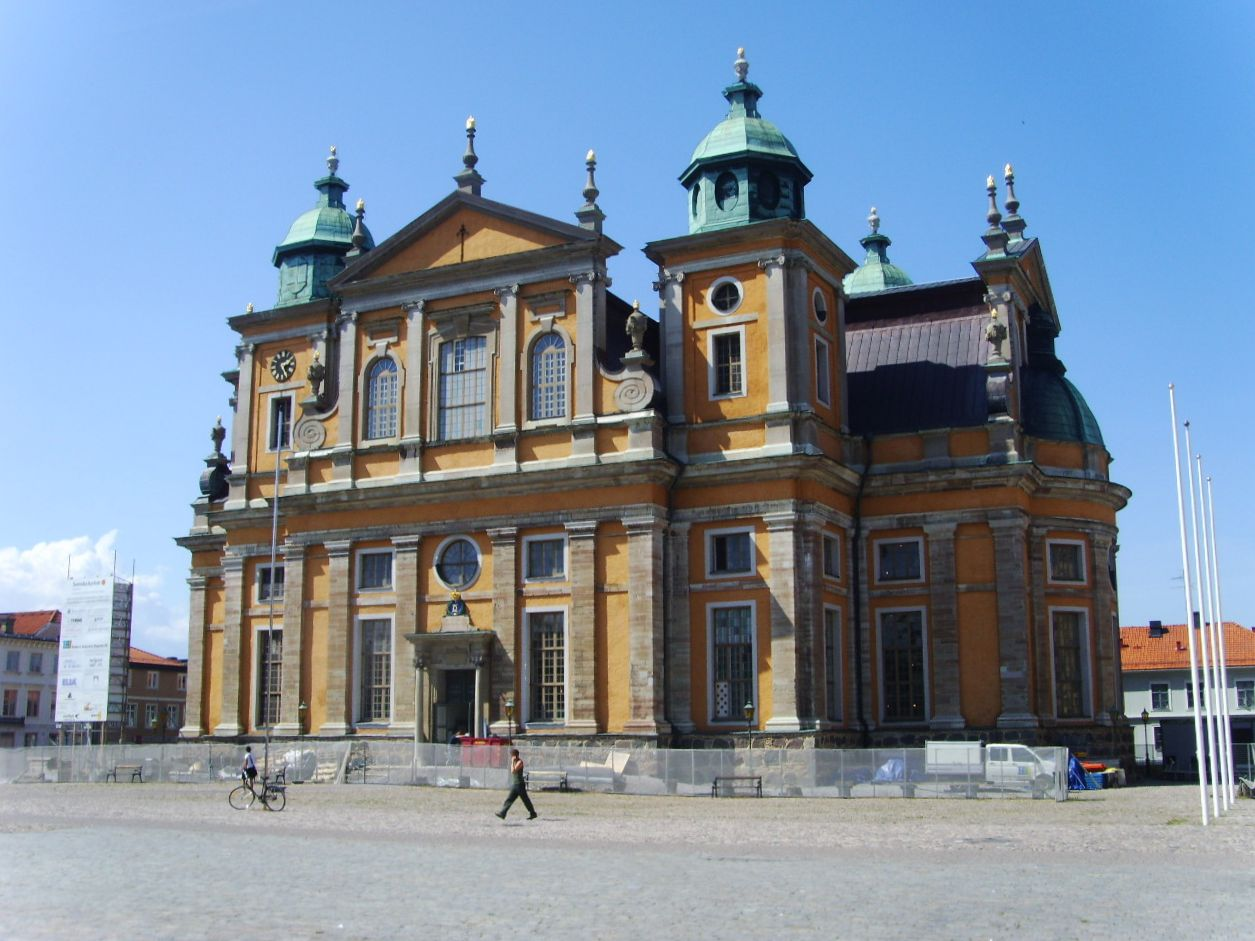
dóm
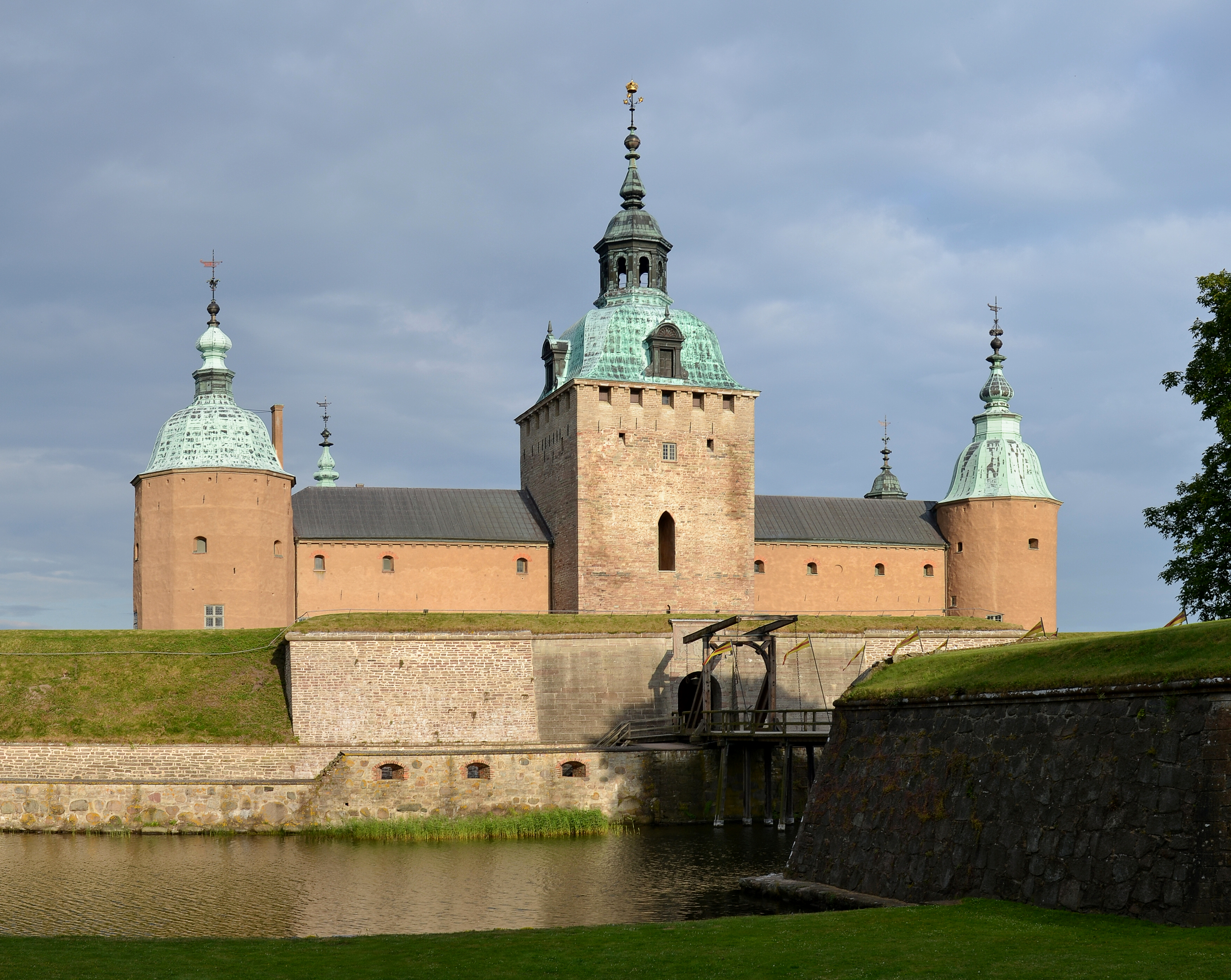
Zámek
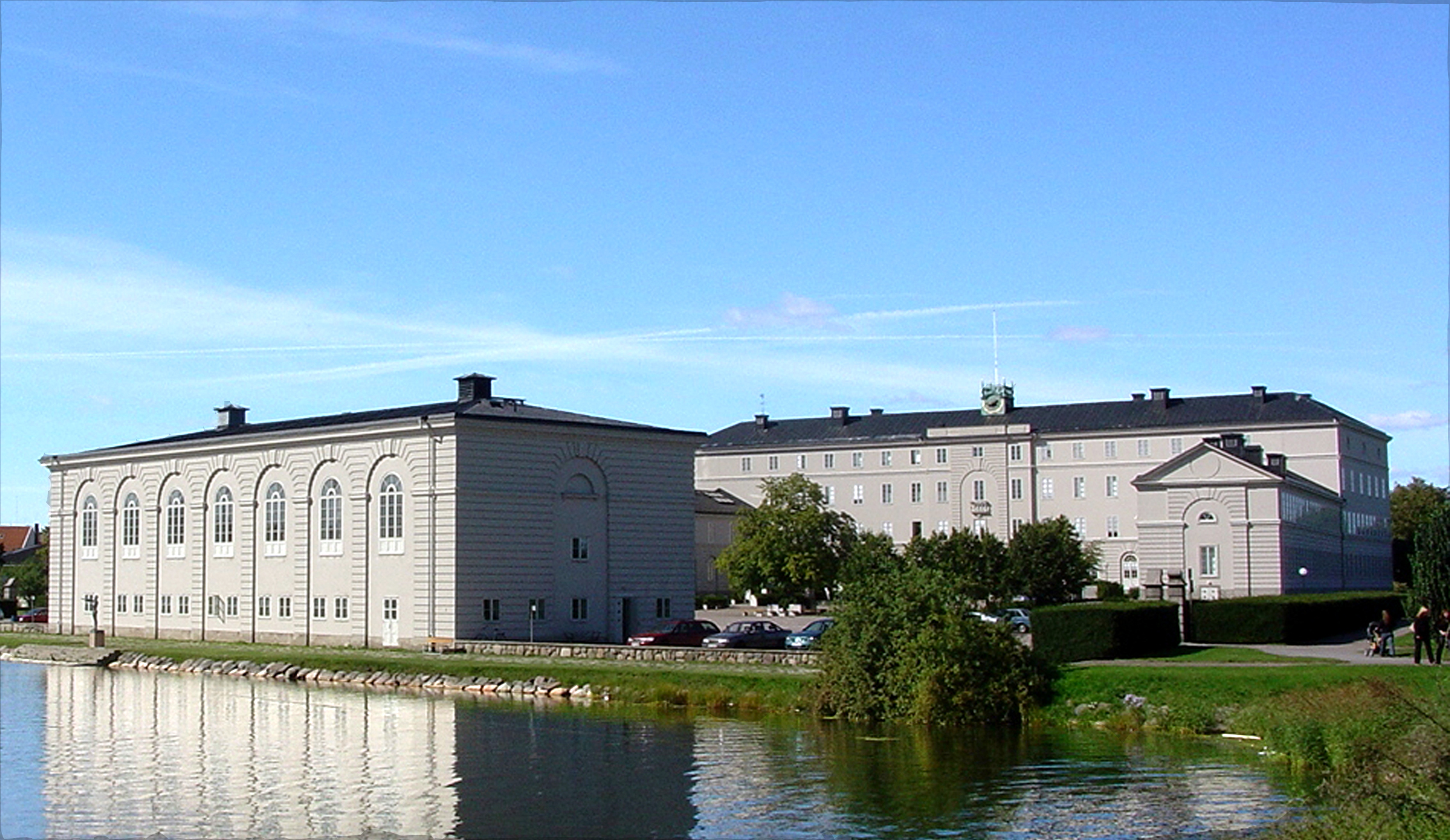

## Partnerská města
- Árborg, Island
- Arendal, Norsko
- Entebbe, Uganda
- Gdaňsk, Polsko
- Kaliningrad, Rusko
- Savonlinna, Finsko
- Panevėžys, Litva
- Samsun, Turecko
- Silkeborg, Dánsko
- Wilmington, USA
- Wismar, Německo